# رشته‌کوه چکانوفسکی
رشته‌کوه چکانوفسکی (روسی: Кряж Чекановского) یک رشته‌کوه در استان یاقوتستان کشور روسیه است.